# Diana Sanz
Diana Sanz Fernández (Ciudad de México, 11 de marzo de 1940) es una actriz, académica, profesora y director de teatro chilena, de larga trayectoria en teatro, conocida por haber sido presentadora del magacín televisivo Chile TV de Canal 9, y por interpretar a Julieta en la primera versión chilena de Romeo y Julieta de 1964.

## Biografía
Nació el 11 de marzo de 1940 en Ciudad de México. Hija de Germán Sanz y de Isabel Fernández, ambos naturales de Andalucía. A los siete años de edad, Diana migró a Santiago de Chile con su padre. Su madre, enamorada de otro hombre, quedó en México, Diana volvió a verla cuando ya era una actriz formada. Su padre inmigrante, técnico en pintura a la laca, llegó a tener su empresa propia y, sin embargo, nunca pudo construir un hogar para su Diana, vivieron casi siempre en residenciales. Con trece años cumplidos, fue internada en un liceo de Recoleta mientras su padre partía a trabajar a Arica en la industria automotriz.
En 1961 ingresó a estudiar Artes escénicas en la Escuela de Teatro de la Universidad de Chile, escuela dirigida por Domingo Piga. Egresó en 1963, junto a Marcelo Romo, Peggy Cordero y Eduardo Barril. Sanz fue alumna de Agustín Siré, Pedro Orthous, Eugenio Guzmán, Rubén Sotoconil, Bélgica Castro y María Cánepa.

## Carrera artística
Debutó en televisión en 1962 como presentadora del primer magacín televisivo del país, Chile TV junto a Patricio Bañados, de Canal 9. Fue una de las primeras mujeres en llegar a la televisión chilena, a principios de los años 60, y compatibilizó sus estudios universitarios con la conducción del noticiero. «Dejé la animación porque yo había estudiado para ser actriz, no para ser animadora, aunque me ayudó muchísimo. Me soltó y me ayudó a improvisar».
En 1964 Sanz ingresó al Instituto del Teatro de la Universidad de Chile (ITUCH) bajo la dirección artística de Agustín Siré. En la compañía de teatro universitaria, debutó como actriz en el rol de Julieta de Romeo y Julieta, de William Shakespeare, traducida por Pablo Neruda y dirigida por Eugenio Guzmán.
Más tarde vinieron Bailando para ojos muertos y Coronación. Fue parte del elenco de Esperando la carroza, del dramaturgo uruguayo Jacobo Langsner. El montaje fue dirigido por Raúl Osorio y montado en el Teatro Nacional Chileno.
Durante su carrera, Sanz no sólo ha sido una actriz con una inteligencia escénica envidiable, sino también de una gran humildad, lo que le ha permitido trabajar con directores emblemáticos como Eugenio Guzmán, Fernando González Mardones, Andrés Pérez y Rodrigo Pérez, y también con directores emergentes.
En 2007 recibió la Medalla rectoral a la trayectoria por la Universidad de Chile.
En 2022 recibió por el Círculo de Críticos de Arte de Chile la eligió en la categoría de Mejor Actuación por su trabajo en la obra teatral El traje del novio.

## Vida personal
Contrajo matrimonio con un economista chileno-alemán Bodo Schwarz en 1969, se fue a vivir a Berlín, pero no se adaptó. En 1972, se anuló y con su hijo Daniel Schwarz nacido en 1969, la actriz regresó a Chile.

## Filmografía

#### Teatro
La siguiente lista de obras se encuentra incompleta:
- 1960: La casa de Bernarda Alba, de Federico García Lorca
- 1964: Romeo y Julieta, de Pablo Neruda
- 1968: Tango, de Slawomir Mrozek
- 1969: Los que van quedado en el camino, de Isidora Aguirre
- 1972: Tres de una
- 1973: Bodas de sangre, de Federico García Lorca
- 1973: Molto vivace
- 1974: Rosencrantz y Guildenstern han muerto, de Tom Stoppard
- 1975: Las alegres comadres de Windsor, de William Shakespeare
- 1976: Orfeo y el desodorante, de José Ricardo Morales
- 1985: El enfermo imaginario, de Moliere
- 1986: Yerma, de Eugenio Guzmán
- 1988: El herrero y la muerte, de Mercedes Rein
- 1988: Los negros, de Jean Genet
- 1989: Jacobo, de Eugene Ionesco
- 2000: Chañarcillo
- 2003: Fugitivos de la ausencia, de Jorge Díaz
- 2007: La remolienda, de Alejandro Sieveking
- 2009: El zoo de cristal, de Tennessee Williams
- 2010: Los que van quedando en el camino, de Isidora Aguirre
- 2012: El obsceno pájaro de la noche, de José Donoso
- 2013: Bailando para ojos muertos, de Juan Radrigán
- 2014: Coronación, de José Donoso
- 2015: Esperando la carroza, de Jacobo Langsner
- 2019: Billy Elliot, el musical
- 2020: Hedda Gabler, de Claudia Di Girolamo
- 2022: La tempestad, de William Shakespeare
- 2022: El traje del novio, de Felipe Zambrano
- 2023: Cómo volver al futuro, de Pablo Manzi

#### Cine
- 2005: Obreras saliendo de la fábrica
- 2013: Isidora
- 2015: El hijo
- 2018: Enigma

#### Televisión
- 1981: Casagrande
- 1983: El juego de la vida
- 1985: Morir de amor
- 1997: Tic tac
- 2000: Gracias por la vida
- 2004: Hippie
- 2008: El día menos pensado
- 2013: Soltera otra vez
- 2014: Chipe libre
- 2015: Fabulosas flores
- 2018: Mary & Mike

## Premios y reconocimientos

### Premios
- 1963: Mejor animadora de televisión por La Tercera.
- 1965: Mejor actriz joven como Julieta en Romeo y Julieta por Revista Ercilla.
- 1978: Premio de Teatro FENIX. Grupo de Teatro GOETHE
- 2022: Mejor actriz por el Círculo de Críticos de Arte de Chile.

### Distinciones
- 2007: Medalla Rectoral a la Trayectoria por la Universidad de Chile.[5]
- 2016: Medalla a la Trayectoria por los 75 años del Teatro Experimental de la Universidad de Chile.

### Reconocimientos
- 1999: Reconocimiento a la trayectoria artística del Departamento de Teatro de la Facultad de Artes de U. de Chile.
- 2016: Premio a la Trayectoria por el XV Festival de Directores Emergentes.[6]
- 2010: Reconocimiento de Cámara de Diputados de Chile por destacada participación en montaje Los que van quedando en el camino.
- 2022: Reconocimiento a la trayectoria de Canal de la Universidad de Chile.